# Henri Giraud

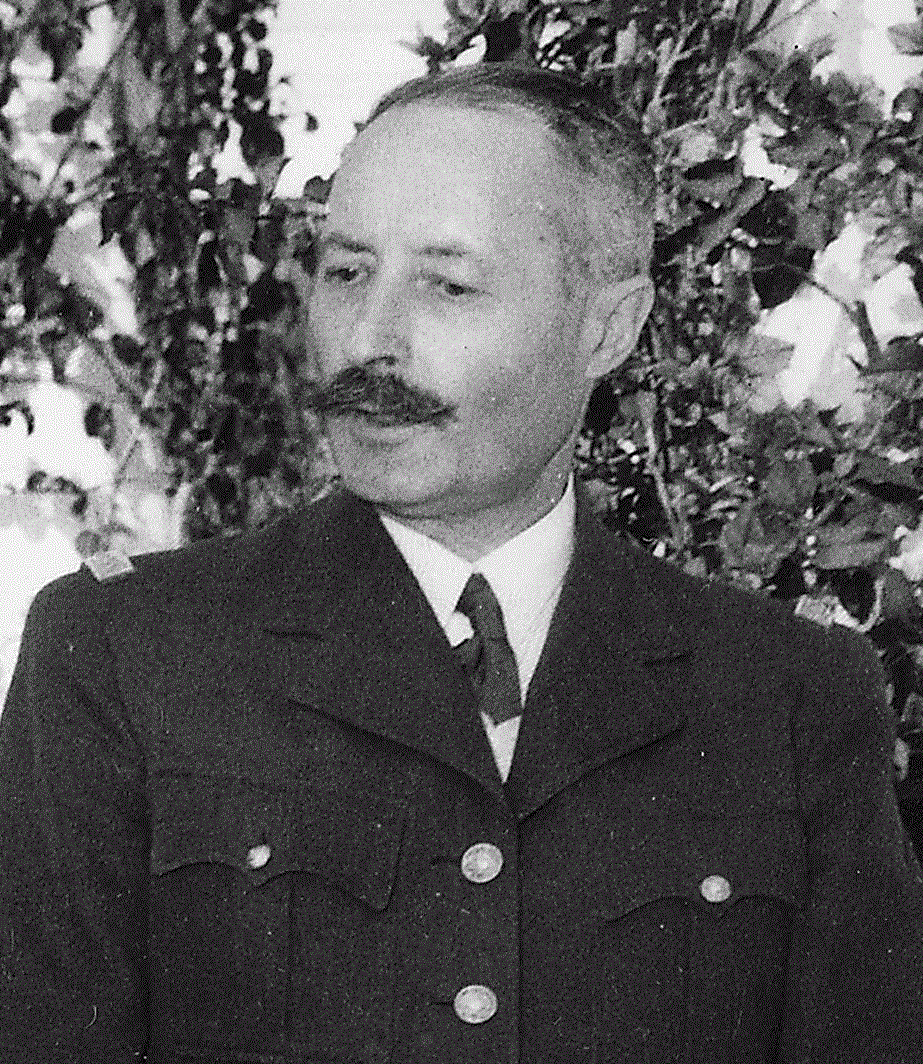
Henri Giraud im Januar 1943

Henri Honoré Giraud (* 18. Januar 1879 in Paris; † 11. März 1949 in Dijon) war ein französischer Général d’armée.

## Militärkarriere im Ersten und Zweiten Weltkrieg
Giraud war elsässischer Herkunft und absolvierte bis 1900 die Militärschule Saint-Cyr. Anschließend trat er in die französische Armee ein und diente in Französisch-Nordafrika bis zu seiner Rückkehr nach Frankreich 1914. Dann nahm er am Ersten Weltkrieg teil, in dem er die Zuaven-Truppen kommandierte. Ende August 1914 wurde er bei der Schlacht bei St. Quentin schwer verwundet gefangen genommen. Zwei Monate später gelang ihm die Flucht; über die Niederlande kehrte er nach Frankreich zurück. Später diente er im französischen Stab unter General Franchet d’Esperey in Konstantinopel.
Von 1922 bis 1926 war er in Marokko im Rifkrieg gegen die Rifkabylen im Einsatz. Nach der Gefangennahme des Rebellenanführers Abd al-Karim wurde er zum Angehörigen der Ehrenlegion ernannt. Anschließend wurde er militärischer Befehlshaber der Festung Metz und erhielt 1939 einen Sitz im französischen Kriegsrat.
Giraud – wie auch andere französische Generäle des Zweiten Weltkrieges – hatte zu jener Zeit andere Ansichten zur Taktik beim Einsatz von Panzertruppen als der damalige Colonel Charles de Gaulle. Giraud wurde Kommandeur der 7. Armee, als er am 10. Mai 1940, dem ersten Tag des Westfeldzugs, in die Niederlande entsandt wurde. Dort konnte er die Übergabe von Breda an die Wehrmacht am 13. Mai nur verzögern. Der deutsche General und Stratege der Panzerverbände Heinz Guderian demonstrierte hier siegreich zum Nachteil der französischen Armee und der British Expeditionary Force den Wert der Empfehlungen de Gaulles. Später wurde die geschrumpfte 7. Armee mit der 9. Armee verschmolzen. Beim Versuch, einen deutschen Angriff durch die Ardennen abzuwehren, wurde Giraud in Wassigny als Chef der 9. Armee am 19. Mai 1940 von der Wehrmacht gefangen genommen.

## Flucht aus deutscher Kriegsgefangenschaft

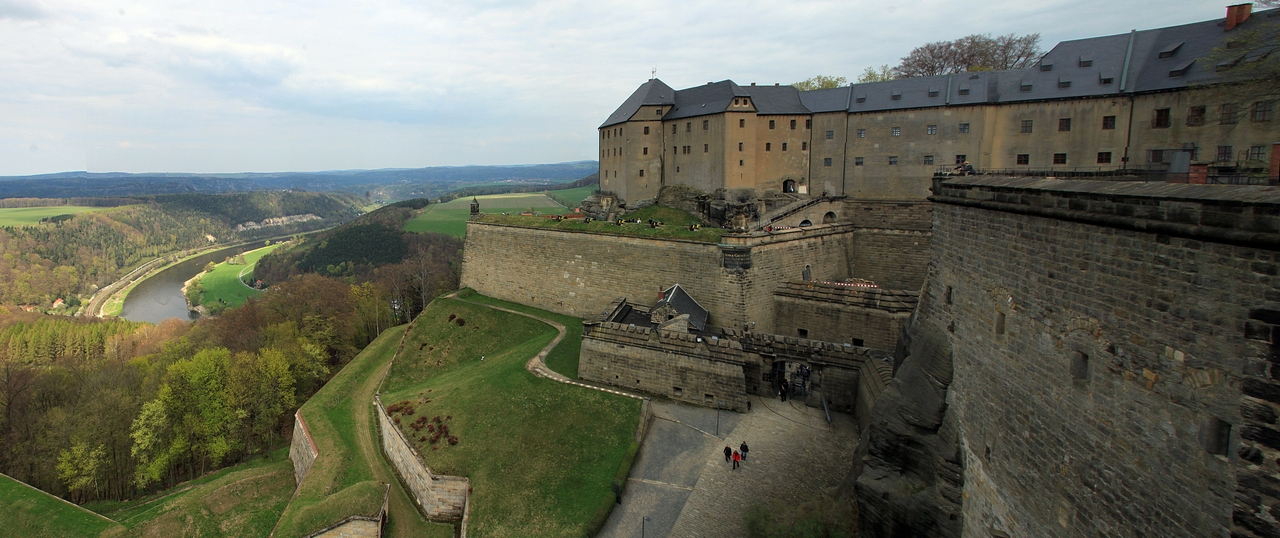
In der Festung Königstein war Giraud als Kriegsgefangener untergebracht.

Als Kriegsgefangener war Giraud mit anderen hohen französischen Offizieren auf der Festung Königstein bei Dresden untergebracht. Von dort gelang ihm nach knapp zwei Jahren unter nicht vollständig geklärten Umständen die Flucht in den unbesetzten Teil Frankreichs. Laut eigener Darstellung hatte Giraud die Flucht lange und sorgfältig geplant. Er lernte akzentfrei Deutsch und prägte sich eine Karte der Umgebung ein. Aus zahlreichen Lebensmittelpaketen, die er sich von seiner Ehefrau schicken ließ, sammelte er die Bindfäden und flocht sie geduldig zu einem Seil, das er mit einem 50 Meter langen Kupferdraht, den seine Frau ebenfalls einem Verpflegungspaket beilegte, verstärkte.
Am 17. April 1942 ließ Giraud sich von den Klippen der Bergfestung herab. Er hatte sich den Bart abrasiert und trug einen Tirolerhut. Er reiste nach Bad Schandau, um dort seinen SOE-Kontaktmann zu treffen. Von ihm erhielt er in einem Koffer einen zivilen Anzug, einen Ausweis auf den Namen eines Industriellen mit einem ihm ähnlichen Foto und sehr viel Geld. Um seine Verfolger abzuschütteln, fuhr er mit der Bahn kreuz und quer durch Deutschland. Mit Tricks entging er Kontrollen der Gestapo auf Bahnsteigen und in Zügen. So erreichte er die Schweizer Grenze. Von dort gelangte er ins Vichy-Frankreich. Aufgrund seiner großen politischen Distanz zu de Gaulle wurde ihm später unterstellt, mit deutscher Hilfe freigekommen zu sein. Eine Belohnung von 100.000 Reichsmark war am 21. April 1942 in Deutschland für seine Wiederergreifung ausgesetzt worden.
Girauds Flucht war schnell über ganz Frankreich bekannt. Heinrich Himmler befahl der Gestapo, ihn zu töten; Pierre Laval, der Premierminister des Vichy-Regimes, versuchte, ihn zur Rückkehr nach Deutschland zu bewegen. Giraud bewunderte zwar Marschall Pétain, lehnte es aber ab, mit den Deutschen zu kooperieren, und musste deshalb im Untergrund bleiben. Die Alliierten befreiten Giraud aus Vichy-Frankreich, nahmen ihn an der Mittelmeerküste an Bord des britischen U-Bootes Seraph und brachten ihn nach Gibraltar.

## Anspruch auf Alliiertes Kommando in Operation Torch
In Gibraltar traf er mit General Eisenhower zusammen und bat ihn, als Kommandeur der gesamten Operation Torch eingesetzt zu werden. Eisenhower bot ihm jedoch nur an, nach der Operation Torch die französischen Truppen in Algerien, Marokko und Tunesien zu kommandieren. Der enttäuschte Giraud lehnte es ab, sofort nach Algier zu reisen, wo französische Résistants ihn erwarteten, um die Alliierten bei der Landung zu unterstützen. Stattdessen hielt er sich bis zum 9. November unter dem Decknamen „King-Pin“ in Gibraltar auf.
Nach der Landung der Alliierten in Nordafrika stellte sich Giraud, dessen Autorität die meisten französischen Offiziere ablehnten, am 10. November unter den Befehl Admiral François Darlans, der mit massiven Drohungen und dem Versprechen, nach Feuereinstellung auf seinem Posten in Französisch-Nordafrika bleiben zu können, von General Mark W. Clark zum Befehl des Feuereinstellens in Oran und Marokko bewegt werden konnte. Giraud wurde daraufhin gegen den Protest de Gaulles das Kommando über alle französischen Truppen übertragen.

## Vichy-Regime im befreiten Afrika
François Darlan, Admiral der Vichy-Regierung, wurde am 24. Dezember 1942 durch den jungen Franzosen Fernand Bonnier de La Chapelle ermordet, der, ausgebildet vom britischen SOK-Nachrichtendienst, angeblich ein Agent de Gaulles war. Hintergrund war, dass der US-Präsident Roosevelt den Einsatz von Vichy-Beamten bei der Verwaltung eroberter französischer Gebiete unterstützte; der britische Premier Winston Churchill dagegen neigte zur Ansicht de Gaulles, der gegen die Verwendung von Vichy-Amtsträgern war.
Unmittelbar nach Darlans Ermordung stieg Giraud auf amerikanischen Druck durch Beschluss des Conseil Impérial als Darlans Nachfolger zum Hochkommissar von Französisch Nord- und Westafrika auf. Er ließ den Attentäter durch ein Standgericht am 25. Dezember zum Tode verurteilen und am folgenden Tag um 7.30 Uhr erschießen. Anschließend schockierte Giraud die Amerikaner, als er die Verhaftung der 27 Résistants befahl, die durch ihren heldenhaften Einsatz zuvor Eisenhowers Truppen die Einnahme von Algier ermöglicht hatten. Ohne dass Roosevelts Repräsentant, Robert Murphy, protestierte, ordnete er ihre Verbringung in die südalgerischen Konzentrationslager in der Sahara an. Amerikanische und britische Kriegskorrespondenten warnten vor den Umständen und der öffentlichen Reaktion darauf in ihrer Heimat.

## Machtkampf mit de Gaulle

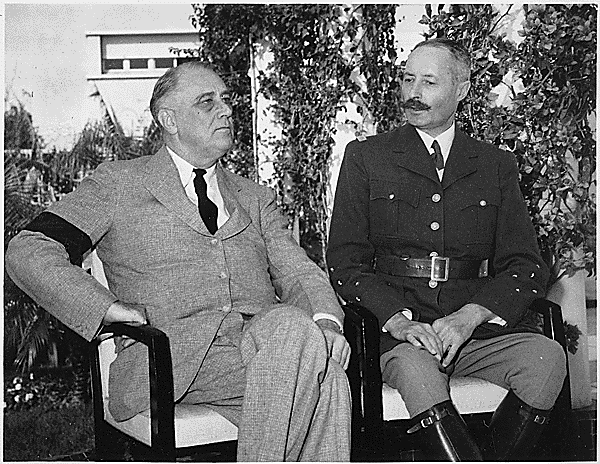
Franklin D. Roosevelt und Henri Giraud bei der Casablanca-Konferenz; 19. Januar 1943

Giraud war bei der alliierten Generalität wenig beliebt und galt im Zusammenhang mit seiner Weigerung, den Alliierten bei der Landung in Algier zu helfen, und seinem Anspruch auf Führung der gesamten Operation Torch als anmaßend. Giraud setzte die unter Pétain erlassenen, von Hitler inspirierten Gesetze zum Nachteil der dringend Verstärkung benötigenden Armee noch immer um, indem er jüdischen Soldaten und Offizieren den Zugang zu den Kampfeinheiten verwehrte, um zu verhindern, dass sie durch ihre Kriegsauszeichnungen, Verwundungen etc. ihre aberkannte französische Staatsbürgerschaft wiedererlangen könnten. Seine reaktionäre Einstellung trug ihm die Gegnerschaft des Forces françaises libres unter de Gaulle ein. Giraud dachte nach eigenen Worten nur an den Kampf, lehnte Politik ab und hatte, so de Gaulle in seinen Memoiren, nichts gegen das Vichy-Regime. De Gaulle schrieb weiter, dass Giraud kein Verständnis für die elementare, populäre, revolutionäre Art der Résistance im Mutterland gehabt habe und diese zumindest missbillige. Letztlich scheiterte Giraud aber weniger an de Gaulle als an sich selbst, denn während de Gaulle die Résistance als einen evolutionären politischen Prozess betrachtete, in dem die nationale Souveränität und Freiheit Frankreichs durch den Kampf gegen den Nationalsozialismus und das Dritte Reich auferstand, wollte Giraud das CFLN verlassen.
Giraud nahm an der Casablanca-Konferenz im Januar 1943 mit Franklin D. Roosevelt, Winston Churchill und de Gaulle teil, ohne dass es zu einer Einigung zwischen ihm und de Gaulle kam. Nach kurzen Verhandlungen akzeptierte Giraud unter dem Einfluss von Jean Monnet, die von Pétain erlassenen und von Hitler inspirierten Gesetze nicht mehr anzuwenden und die Gefangenen des Vichy-Regimes aus den Konzentrationslagern in Südalgerien freizulassen. Am 30. Mai landete de Gaulle in Algier und schöpfte seine politischen Fähigkeiten voll aus, um Chef der politischen Organisation zu werden. So setzte er sich für die Pressefreiheit französischer Medien ein. Erst am 3. Juni 1943 wurde ein Anschein von Gemeinsamkeit erzielt, als in Algier das „Französische Komitee für die Nationale Befreiung“ (CFLN) mit den beiden Generälen als gleichberechtigten Vorsitzenden gebildet wurde.
Obwohl die Vereinigten Staaten Giraud den Rücken stärkten, verlor er dieses Amt schon im November 1943, als er seinen Plan zur Befreiung Korsikas bis zum letzten Moment vor dem Komitee verheimlichte und den stark kommunistisch dominierten korsischen „Front National“ bewaffnete. Nachdem im April 1944 auch noch bekannt geworden war, dass er einen exklusiven Zugang zum Ex-Vichy-Geheimdienst unterhielt, der die Résistants zuvor unnachsichtig verfolgt hatte, wurde er durch de Gaulle gezwungen, seinen Posten als Oberbefehlshaber aufzugeben. Den ihm als Ersatz angebotenen Rang eines Generalinspekteurs der französischen Armee wies er zurück. Am 28. August 1944 überlebte er ein Attentat in Algerien.

## Nachkriegskarriere
Giraud wurde im Juni 1946 für die Parti républicain de la Liberté (Republikanische Partei der Freiheit), eine Partei der gemäßigten Rechten, in die Verfassunggebende Versammlung der Vierten Republik gewählt und behielt bis 1948 einen Sitz im Kriegsrat. Er starb am 11. März 1949 in Dijon. Ausgezeichnet mit dem Croix de guerre und der Médaille Militaire, wurde er im Caveau des Gouverneurs der Cathédrale Saint-Louis-des-Invalides in Paris beigesetzt.

## Werke
- Mes évasions. Éditions René Julliard, Paris 1946.
- Un seul but: la victoire, Alger 1942-1944. Éd. Julliard, Paris, 1949.